# Fulminant (1877)
«Фульмінат» — броненосець берегової оборони типу «Тоннер» (технічно - брустверний монітор). Спущений на воду в 1877 році, він був прийнятий на озброєння в 1882 році і виключений зі списків флоту в 1908 році.

## Історія служби
У січні 1875 року на військово-морській верфі Шербуру почалося будівництво броненосця «Фульмінант». Він був спущений на воду у серпні 1877, потім озброєний в 1882. Тоді це був один із трьох броненосців французької берегової оборони, разом з «Тоннер» і «Томпет», силует яких нагадував американські монітори. Він мав водотоннажність 5871 тонн, при довжині 76 метрів  швидкість становила 14 вузлів. Його озброєння складалося в основному з двох 274 мм гармат, доповнених приблизно десятьма дрібнокаліберними гарматами. Його екіпаж включав до 250, офіцерів, старшин і матросів.
У 1887 році корабель натрапив на тоді ще невідому скелю (яку нині називають «Рош дю Фулмінант») біля входу в порт Ле-Конке. Екіпаж був врятований місцевим рятувальним катером, пізніше зрештою вдалося врятувати і сам корабель.
У 1890-х роках служив плавскладом торпед. Остаточно вилучено зі списків флоту у 1908 році.